# Les Amours de Don Perlimplín avec Belise en son jardin
Les Amours de Don Perlimplín avec Belise en son jardin est une pièce de théâtre de Federico García Lorca produite en 1933.

## Historique
Conçue en premier lieu pour être jouée par des marionnettes, la pièce a donné lieu à de nombreuses ébauches. Dans une lettre sans date, Lorca annonce à M. F. Almagro qu’il fait "une pièce de théâtre grotesque : Amours de don Perlimplín avec Bélise en leur jardin". André Belamich pense que cette lettre date de la fin de juillet 1926, tandis que Gallego Morell la situe à l’automne 1924, et Christopher Maurer à l’été 1925. Quoi qu’il en soit, la pièce est achevée en janvier 1929, puisque la troupe “El Caracol” la met en répétition ; cependant, la pièce est jugée immorale et interdite par la dictature de Jose Antonio Primo de Rivera. Les copies en sont saisies. Lorca la récrira de mémoire pendant son voyage aux États-Unis, pendant l’été 1929. Elle est créée au théâtre en 1933 au Teatro Español de Madrid, en complément de La Savetière prodigieuse. La pièce, qui ne sera jamais reprise du vivant de l’auteur, sera encore jouée au Festival du XXe siècle à Paris en 1952 dans des décors et costumes d'Antoni Clavé.

## Personnages
Lorca indique au cours du texte certains des costumes des personnages ; nous les reproduisons ici.
- Don Perlimplín, en casaque verte et perruque blanche toute bouclée.
- Bélise, jeune femme que Perlimplín épouse.
- Marcolfa (ou Marcolfe), gouvernante, en robe classique à rayures.
- La mère de Bélise, portant une grande perruque XVIIIe pleine d’oiseaux, du rubans et de rangées de petites perles.
- Deux lutins (en espagnol duendes), qui doivent être joués par deux enfants.

## Résumé de la pièce
L'histoire est celle d'un bourgeois, Don Perlimplín, qui, sur les conseils de sa gouvernante Marcolfa, prend pour épouse une jeune femme volage et impudique, Bélise, qui n'hésite pas à le cocufier avec cinq hommes la nuit même de son mariage.
La jeune femme est de plus en plus attirée par un homme mystérieux enveloppé dans une cape rouge qu’elle a vu passer sous les fenêtres de la maison.
Sur ordre de Perlimplín, Marcolfa remet à Bélise un billet l’invitant à rejoindre le jeune homme dans le jardin. Elle s’y rend et rencontre d’abord Perlimplín ; celui-ci feint de comprendre qu’elle a donné rendez-vous à son amant et annonce qu’il va le tuer et sort son poignard. Il disparaît de scène et apparaît sur scène un homme enveloppé de la cape rouge, le poignard planté dans sa poitrine. Il s’agit en fait de Perlimplín lui-même. Il meurt sur scène. C’est Marcolfa qui révèle la clef du mystère : « Nous allons maintenant l’ensevelir dans la cape rouge de jeune homme qu’il mettait pour passer sous ses propres balcons. »

## Genre de la pièce
Originellement conçue comme « grotesque », la pièce a beaucoup évolué entre les premières ébauches et la version finale. Ainsi, étaient originellement présents la Mort personnifiée, des jeunes gens, une danseuse et quatre voisines de Perlimplín. Ces personnages disparaissent dans la version finale, se trouvent intériorisés (la Mort), évoqués (les jeunes gens, la danseuse) ou bien réduits — les quatre voisines deviennent deux lutins.
La pièce porte le sous-titre générique d’aleluya erótico. Les aleluyas étaient originellement des estampes distribuées par l’Église, portant un dessin commenté par un distique, et le mot “alléluia”. Par la suite, les aleluyas devinrent également profanes. Le personnage même de don Perlimplín est le protagoniste de plusieurs aleluyas, mais Lorca n’en retient en fait que le nom, et le transforme radicalement — ces transformations faisant écho à celles que subit la pièce au fur et à mesure des ébauches.
Le mot aleluya est traduit par André Belamich en “estampe”, et par Jean Camp en “imagerie”.

## Musique
Il y a dans Les Amours de Don Perlimplín de nombreuses interventions musicales. Il s’agit soit de chansons (voix de Bélise dans le prologue, chanson de Perlimplín au premier tableau, scène III, sérénade au troisième tableau, scène II), soit de musique qui parvient à la scène (dans le prologue « on entend un piano », à la scène II du premier tableau, « Douce musique de rêve, des flûtes résonnent », outre plusieurs interventions de carillon, en particulier à la fin de la pièce).
Par ailleurs, une pianiste, Pura Lago, interprétait à la création, en 1933, cinq sonates de Domenico Scarlatti.

### Traduction
- Federico García Lorca, Œuvres complètes II, édition établie par André Belamich, Gallimard, « La Pléiade », 1990, Les Amours de Don Perlimplin avec Bélise en leur jardin, p. 301 à 324. La traduction d’André Belamich reprise dans ce volume date de 1955.
- Amour de Don Perlimplin avec Belise en son jardin, adaptation française de Jean Camp, publiée d’abord par la Librairie théâtrale (collection « Éducation et théâtre », 1954) et repris dans L'Avant scène, no 154, 1957.
- Amours de Perlimplin & de Bélise dans leur jardin. Alleluia érotique en trois tableaux et un prologue. Traduction Jean-Marie Soutou. À Lyon, Editions L'Arbalète. 1944

### Études
- Isabelle Cabrol, « Amor de Don Perlimplín con Belisa en su jardín ou la réécriture avant-gardiste d’une aleluya populaire », Marge(s) Pandora no 9, 2009, Textes réunis par Christine Marguet et Marie Salgues, Département d’Études Hispaniques et Hispano-Américaines, Université Paris 8, p. 179-198.
- Francis Ferguson, « Don Perlimplin: Lorca's Theatre-Poetry », The Kenyon Revue, vol. XVII, Summer 1955, p. 337-348.
- Emilio Perai Vega, « Morir y matar amando: Amor de don Perlimplín con Belisa en su jardín », Arbor CLXXVII, 699-700 (Marzo-Abril 2004), p. 691-702.